# 佩德拉尔瓦 (巴伦西亚省)
佩德拉尔瓦，是西班牙巴伦西亚自治区巴伦西亚省的一个市镇。总面积59平方公里，总人口2195人（2001年），人口密度37人/平方公里。